# Singen

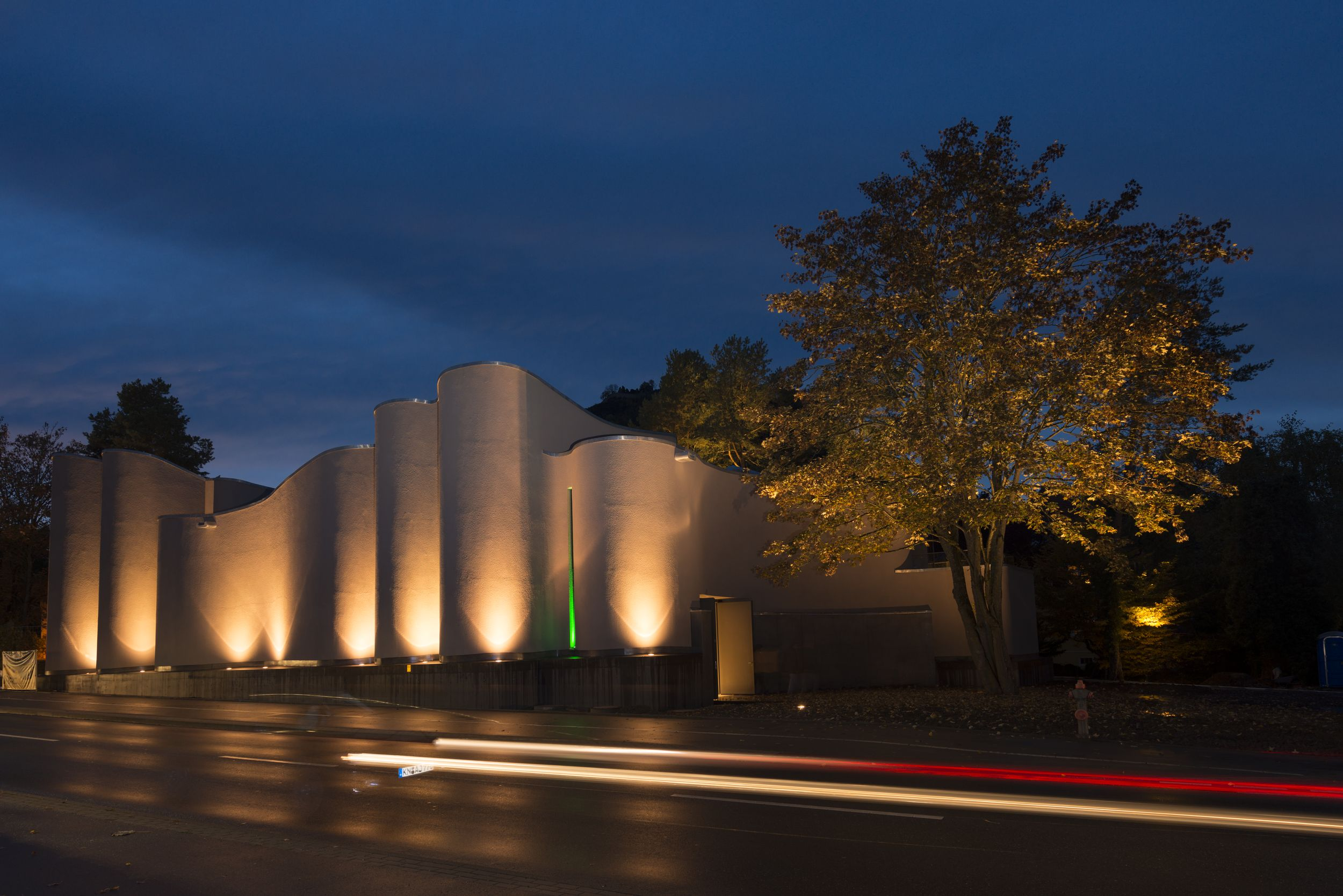
MAC - Museum Art & Cars

Singen (Hohentwiel) (/ˈsɪɴɢɛn ɑɴt ʜuʈvɪɛl/ⓘ) (también Singen) es una ciudad situada en el estado de Baden-Wurtemberg, Alemania. Tiene una población estimada, a mediados de 2023, de 49 549 habitantes.

## Historia
Es uno de los pocos lugares en las estribaciones septentrionales de los Alpes con una continuidad de asentamientos ininterrumpida desde la Edad de Piedra Reciente (3000 a. C.).
Durante la Guerra de los 30 años, Singen pasó a ser propiedad de la Austria Anterior, donde permaneció hasta el final del Sacro Imperio Romano Germánico.
De 1805 a 1810, como resultado de la Tercera Guerra de Coalición entre Napoleón y los aliados de Rusia y Austria, la comunidad y el Gobierno estuvieron subordinados a la Corona de Württemberg. Desde 1810, pasaron a depender del Gran Ducado de Baden.

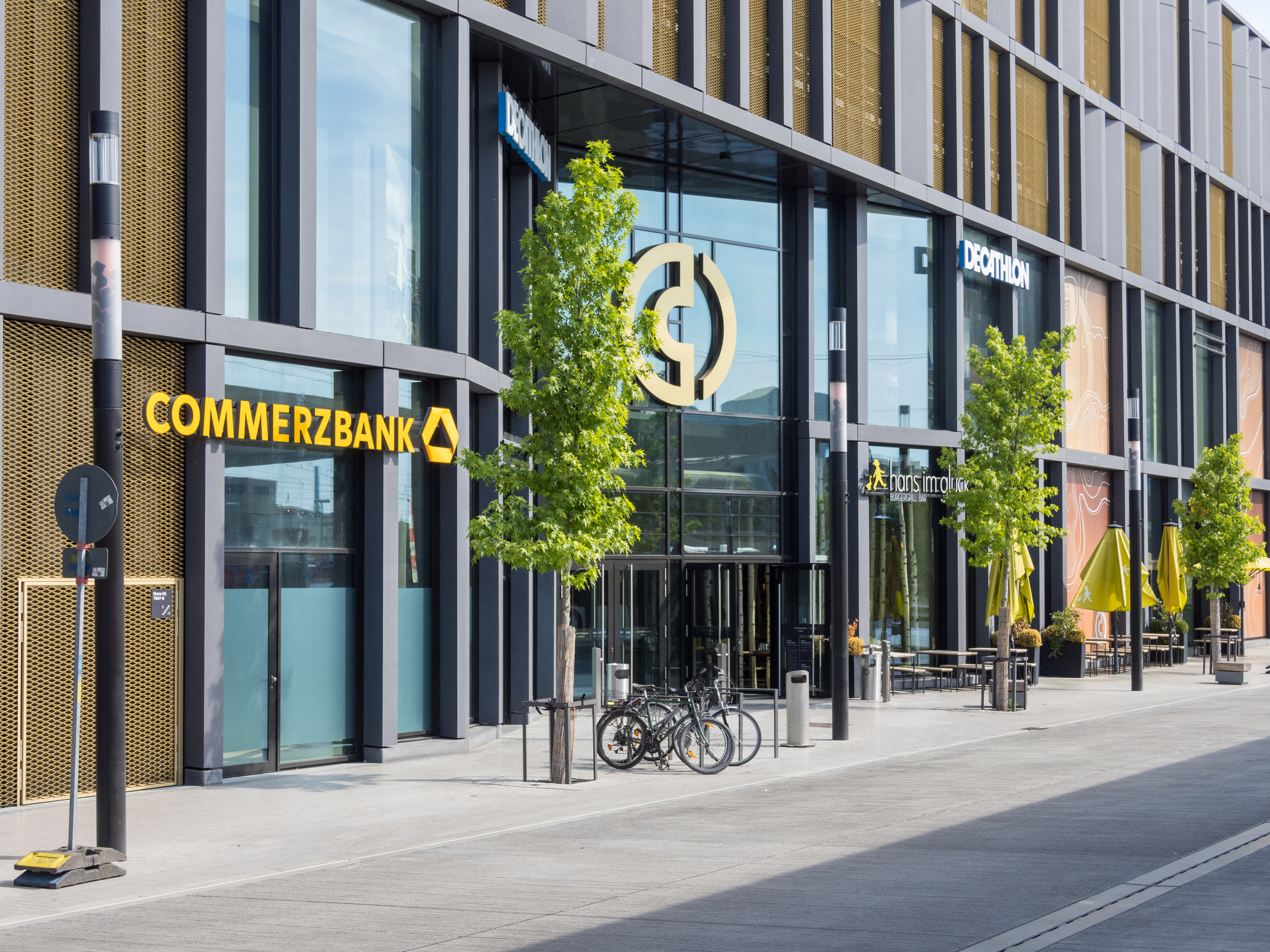
Bahnhofstraße

## Monumentos
En Singen se encuentra el monte de Hohentwiel, que posee las ruinas de una fortaleza que es el principal destino turístico de la ciudad.

## Personajes célebres
En Singen falleció el pintor vanguardista Otto Dix.